# Camilo
Camilo Echeverry Correa (n. 16 martie 1994, Medellín, Columbia), cunoscut pur și simplu sub numele de Camilo, este un cântăreț și compozitor columbian.

## Biografie
Echeverry s-a născut în orașul Medellín, Columbia, la 16 martie 1994, orașul în care a studiat și a crescut o mare parte din viața sa în orașul Montería.
În 2018 a făcut colaborări cu duo-ul Mau & Ricky la piesele «Desconocidos» și luni mai târziu «La boca».
În 2019 a fost nominalizat la Premios Juventud la categoria „Noua generație urbană” și în „Ritmo en la Regadera” pentru colaborarea cu Mau & Ricky și Manuel Turizo în „Necunoscut”.